# Tuc des Neres (Vielha e Mijaran)
El Tuc des Neres és una muntanya de 2.583 metres que es troba al municipi de Vielha e Mijaran, a la comarca de la Vall d'Aran.